# ألفرد لي سميث
ألفرد لي سميث (بالإنجليزية: Alfred Lee Smith)‏ هو سياسي نيوزلندي، ولد في 1838 في يوركشاير في المملكة المتحدة. حزبياً، نشط في الحزب الليبيرالي النيوزيلندي.